# موش جنگلی بیابان‌نشین
موش جنگلی بیابان‌نشین (نام علمی: Neotoma lepida) نام یک گونه از سرده موش کپه‌ساز است.